# Bermann Fischer Verlag
La Bermann Fischer Verlag è stata una casa editrice privata di testi in lingua tedesca fondata nel 1936 a Vienna dall'editore tedesco Gottfried Bermann Fischer, specializzata in testi letterari di autori di lingua tedesca sgraditi alla Germania nazista.

## Storia
Gottfried Bermann era un giovane medico tedesco che nell'ottobre 1925 venne cooptato nel consiglio di amministrazione della casa editrice tedesca S. Fischer Verlag dal fondatore di quest'ultima, l'editore Samuel Fischer, ormai anziano e alla ricerca del successore della sua azienda dopo la morte prematura del figlio Gerhart nel 1913. La S. Fischer Verlag era una casa editrice molto importante, pubblicando la prestigiosa rivista Neue Rundschau e testi di alcuni fra i più importanti scrittori (per esempio, Hauptmann, Schnitzler, Wassermann, Hofmannsthal, Hesse, D'Annunzio, G.B.Shaw  e soprattutto Thomas Mann). Nel febbraio 1926 Gottfried Bermann sposò Brigitte Fischer, figlia ed erede di Samuel, e nel 1928 divenne amministratore delegato della S. Fischer Verlag.
Il declino fisico di Samuel Fischer, la crisi economica e politica della Germania e il montante antisemitismo (sia i Fischer che Bermann erano di religione israelita) suggerirono a Berman di fondare in Svizzera già nel 1932 una società per azioni per gestire i diritti d'autore della casa editrice (AG für Verlagsrechte). I problemi divennero tuttavia molto più gravi nel 1934, anno della morte di Samuel Fischer, con la dittatura di Hitler. Bermann propose alle autorità naziste di dividere in due la S. Fischer Verlag: nella Germania nazista avrebbe continuato l'attività diretta da Peter Suhrkamp, mentre gli autori indesiderati dal regime nazionalsocialista per motivi politici o razziali sarebbero stati portati da Bermann Fischer in una nuova casa editrice da fondare in Austria. Il piano fu accettato dalle autorità naziste; Bermann (che aveva aggiunto al proprio anche il cognome Fischer) emigrò in Austria con la moglie Brigitte e le loro tre figlie, e a Vienna fondò la nuova casa editrice Bermann Fischer Verlag; Questa continuò a pubblicare le opere degli autori del catalogo della S. Fischer Verlag le cui opere non potevano più essere distribuite nel Terzo Reich, per esempio, i testi di Thomas Mann, Döblin, Hofmannsthal, Hesse, Schnitzler, Zweig, Zuckmayer, ecc.
L'invasione nazista dell'Austria (1938) costrinse Bermann Fischer a lasciare precipitosamente Vienna per rifugiarsi in Svizzera. A Zurigo, dietro suggerimento di Franz Werfel, Bermann Fischer prese contatto con la casa editrice svedese Bonnier la quale acquistò il 51% della Bermann-Fischer Verlag in cambio del permesso si soggiorno in Svezia ai Berman Fischer. Bermann Fischer si stabilì a Stoccolma per gestire la Bermann Fischer Verlag. Ma lo scoppio della seconda guerra mondiale segnò l'inizio di difficoltà anche in Svezia a causa delle simpatie del governo svedese per la Germania nazista. Alla fine del 1939 Berman Fischer e i suoi familiari vennero internati e ciò li spinse a tentare la fuga verso gli Stati Uniti d'America, paese che raggiunsero nel giugno 1940 dopo un lungo viaggio attraverso l'Unione Sovietica, il Giappone e le isole Hawaii.
La Bermann Fischer Verlag continuò la pubblicazione di opere antinaziste durante il soggiorno di Berman Fischer negli USA. Nel 1944 fu stampata a Stoccolma anche la Neue Rundschau, chiusa in Germania per ordine del regime nazista. Terminata la seconda guerra mondiale, col ritorno in Europa. Bermann Fischer si stabilì nuovamente dapprima a Stoccolma, successivamente nel 1948 ad Amsterdam e infine a Vienna. La Bermann Fischer Verlag cessò le pubblicazioni quando, dopo difficili trattative, nel 1950 Bermann Fischer riebbe da Peter Suhrkamp la S. Fischer Verlag e poté stabilirsi nuovamente in Germania.

## Galleria d'immagini

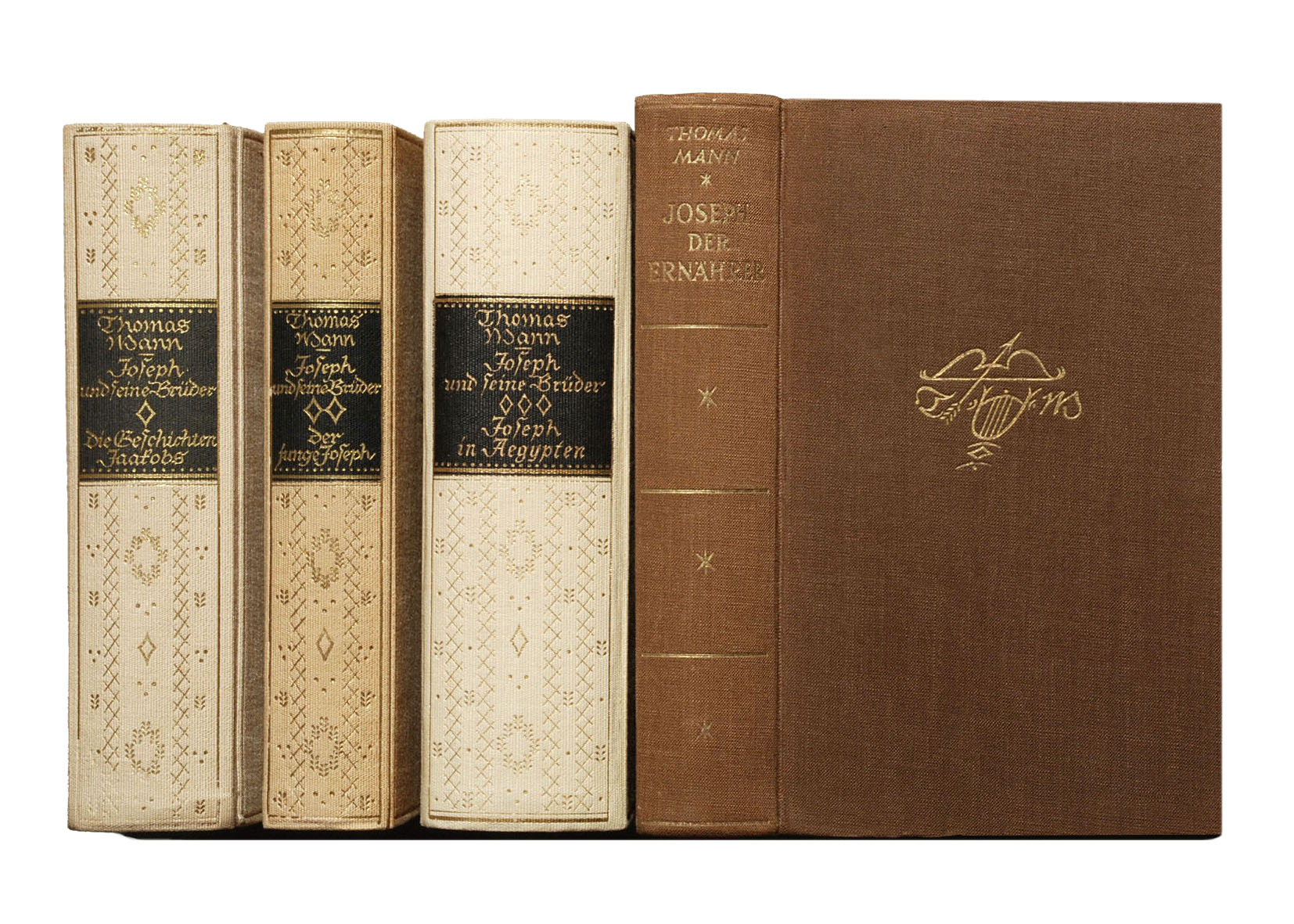
Giuseppe e i suoi fratelli (1933-45)
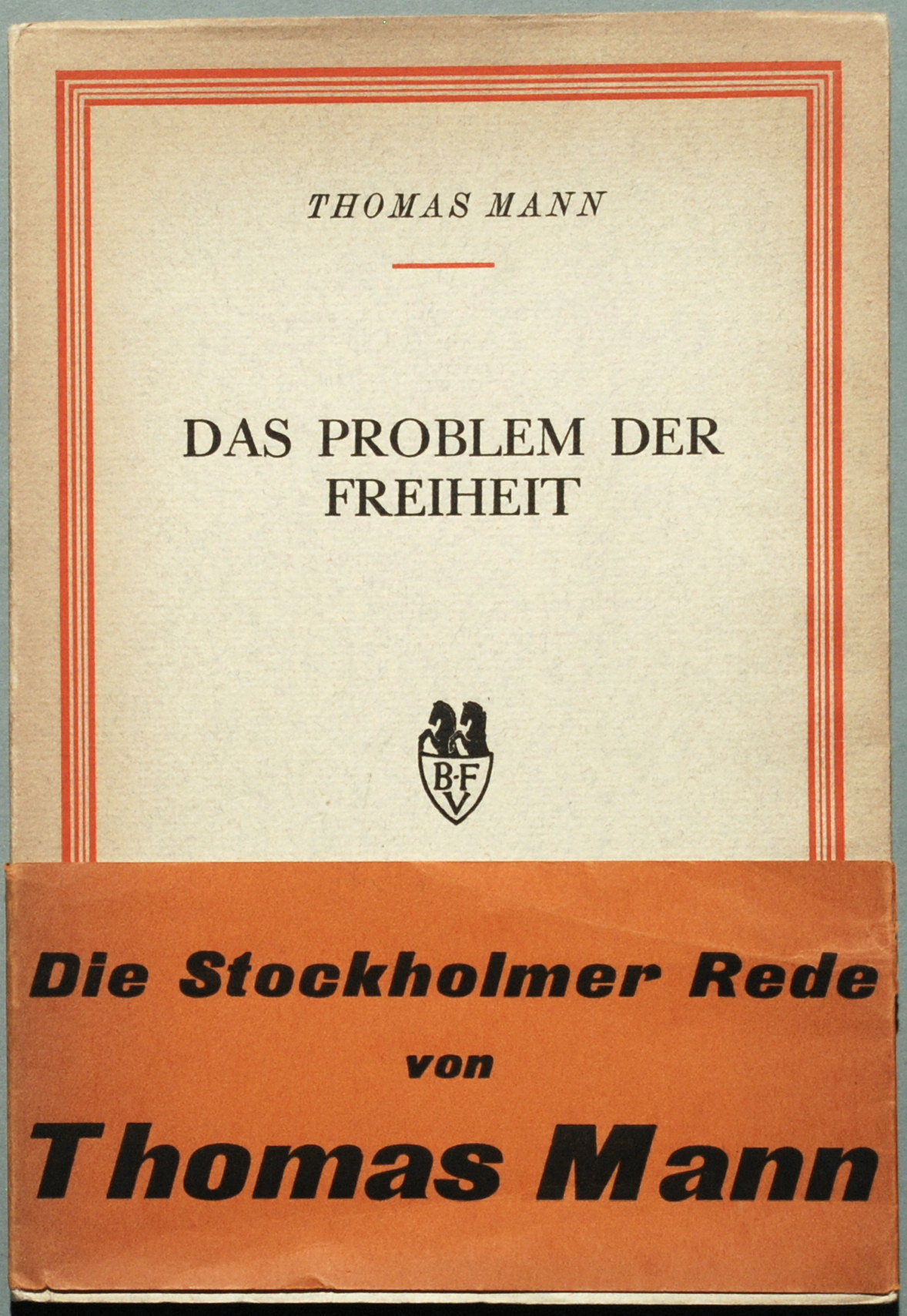
Il problema della libertà (1939)
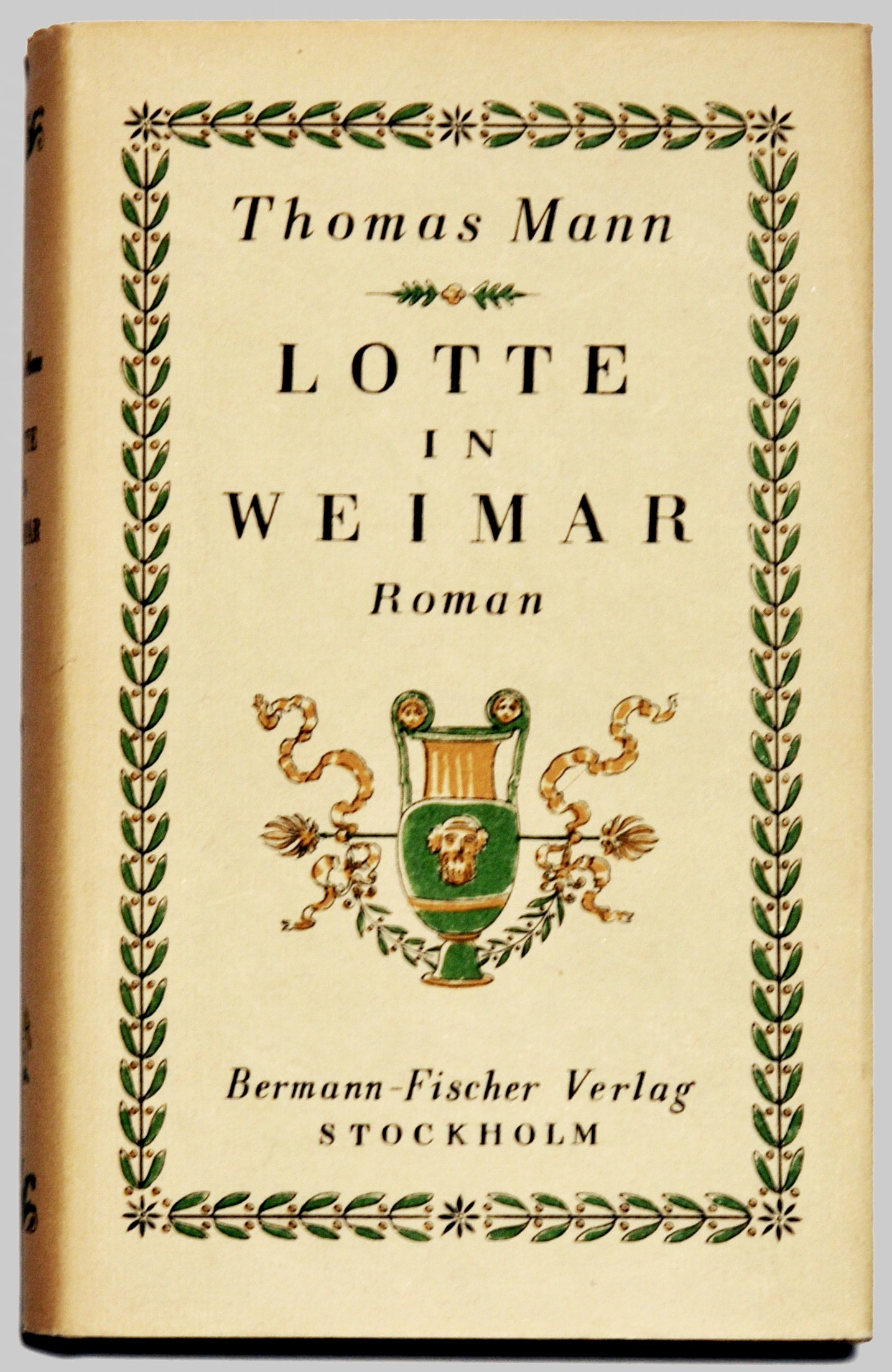
Carlotta a Weimar (1939)
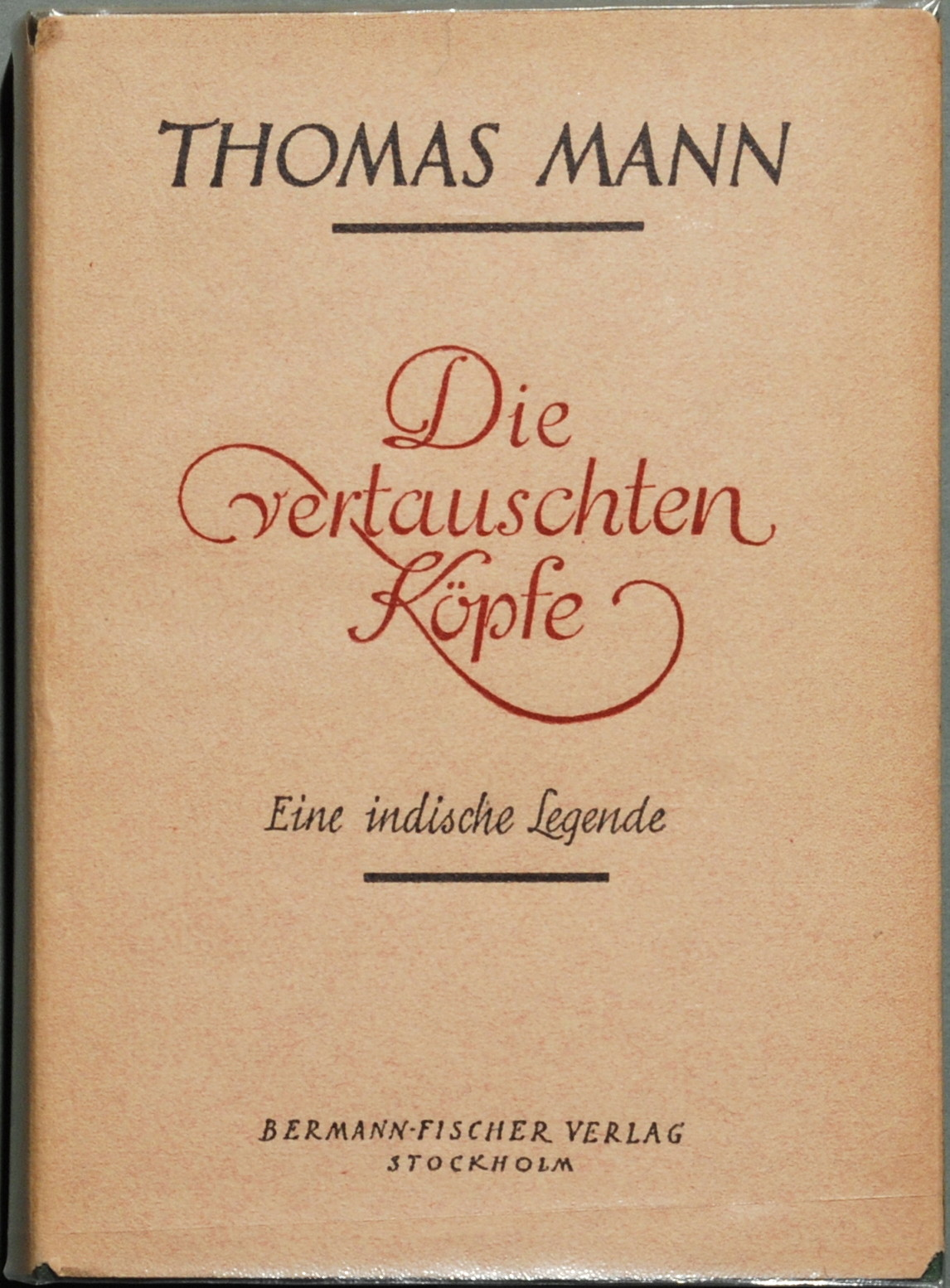
Le teste scambiate (1940)
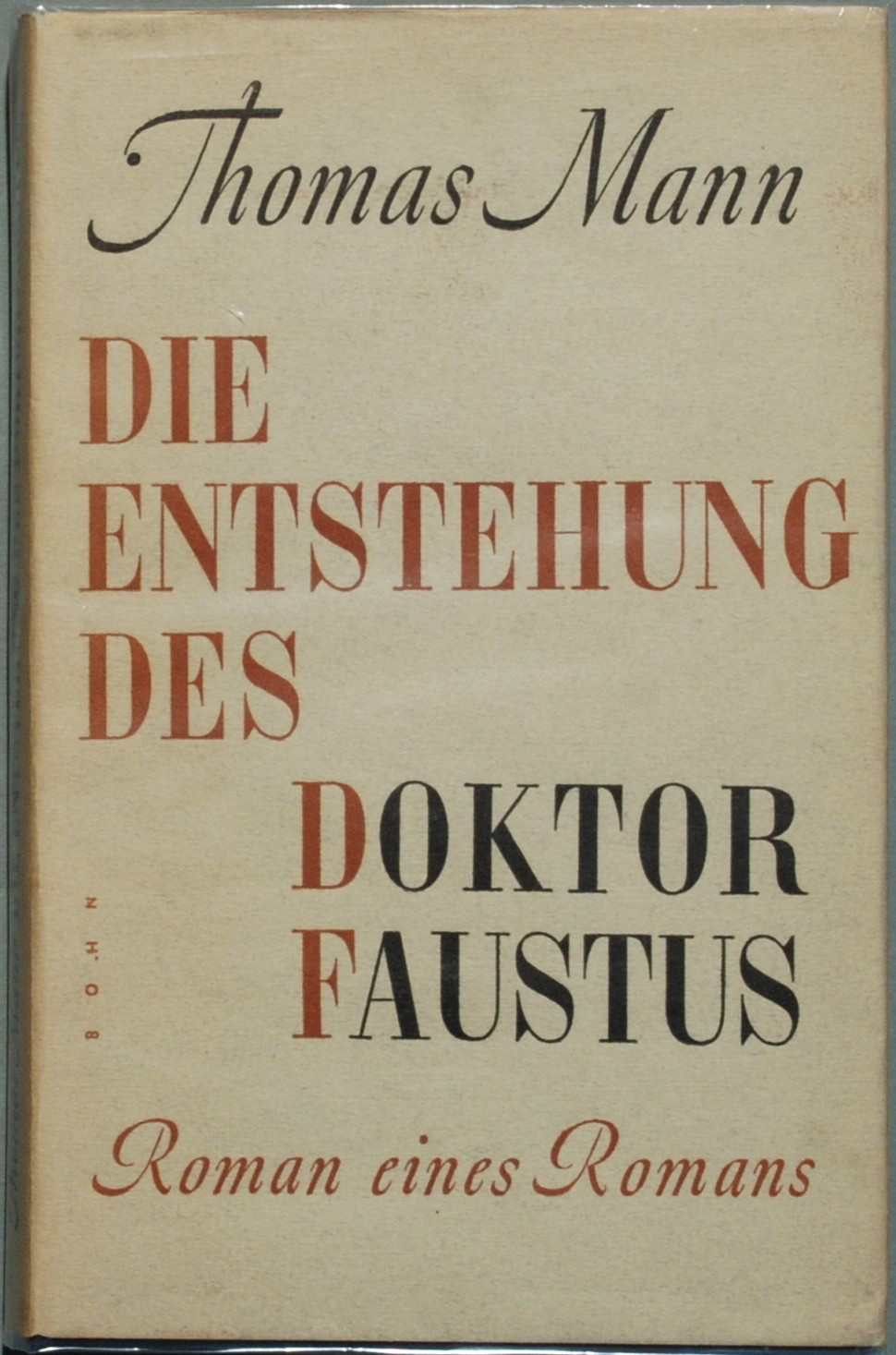
La genesi del Doctor Faustus (1949)
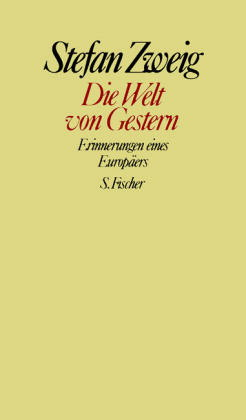
Il mondo di ieri (1942)